# Polochion de Meyer
Philemon meyeri
Espèce
Statut de conservation UICN

 LC  : Préoccupation mineure
Le Polochion de Meyer (Philemon meyeri) est une espèce de passereaux de la famille des Meliphagidae.

## Répartition
On le trouve en Nouvelle-Guinée.

## Habitat
Il habite les forêts humides tropicales et subtropicales de basse altitude.